# Niko Alm
Niko Alm (właściwie: Nikolaus Alm) (ur. 30 sierpnia 1975 w Wiedniu) – austriacki poseł do Rady Narodowej Austrii, działacz partii NEOS.
Absolwent Wydziału Nauk Społecznych Uniwersytetu Wiedeńskiego ze specjalizacją komunikacji społecznej, filozofii i dziennikarstwa. Od 2001 pełni funkcję dyrektora jednej z największych agencji reklamowych w Austrii – Super-Fi GmbH, która świadczy usługi marketingowo-reklamowe i prowadzi działania dla firm w internecie. Mniejszy oddział agencji znajdował się w Polsce.

## Pastafarianizm
Alm zdobył światową popularność w 2011 roku dzięki wygranemu procesowi sądowemu w sprawie umieszczenia zdjęcia w dokumencie prawa jazdy, do którego pozował z plastikowym durszlakiem do makaronu na głowie. W 2009 wiedeński Urząd Cywilny do spraw komunikacji odmówił wydania prawa jazdy z takim zdjęciem. Austriak uznał tę decyzję za dyskryminującą ze względu na obowiązujące w Austrii prawo do zamieszczania zdjęć w religijnym nakryciu głowy w dokumentach państwowych. W związku z tym Alm zadeklarował przynależność do Kościoła Latającego Potwora Spaghetti i pastafarian, których symbolem jest durszlak, żeby wykazać absurdalność tego typu przepisów. Podczas trzyletniego procesu sądowego udowodniono, że prawo administracyjne udzielające przywilejów wyznawcom religii fundamentalistycznych (np. muzułmankom noszącym na co dzień nakrycie głowy czador) dyskryminuje osoby niezadeklarowane religijnie lub niereligijne. Ostatecznie dokument został wydany ze zdjęciemi Alma w durszlaku, który został następnie zdeponowany w Muzeum Judaizmu (Jüdisches Museum) w Hohenems.

## Działalność polityczna
Niko Alm jest czołowym działaczem austriackich i międzynarodowych ruchów humanistycznych, antyklerykalnych i ateistycznych. Należy do kilku organizacji, m.in. Fundacji Giordano Bruno, Inicjatywy Przeciw Kościelonym Przywilejom (niem.: Initiative gegen Kirchenprivilegien) i Inicjatywy Laicyzacji (niem.: Laizismus-Initiative), w których pełni funkcję rzecznika prasowego, a od 2011 jest przewodniczącym Centralnej Rady Bezwyznaniowców (niem.: Zentralrat der Konfessionsfreien). Opowiada się za rozdziałem państwa od kościoła, za zniesieniem wszelkich przywilejów finansowych dla kościołów oraz renegocjacji konkordatu między Austrią a Watykanem.